# 若一神社
若一神社（にゃくいちじんじゃ）は、京都府京都市下京区七条御所ノ内本町にある神社。平清盛の別邸・西八条殿の跡地にある。

## 祭神
- 主祭神 - 若一王子（にゃくいちおうじ）

## 歴史
光仁天皇の時代に唐から来た威光上人が摂津国天王寺に住していた。威光は紀伊国の熊野に詣でて人々を救おうとし、熊野十二所権現の一つである若一王子の御分霊である御神体を笈に背負って旅立つと、やがて当地に到来した。宝亀3年（772年）のことであった。威光は当地の森にあった古堂に、神意に従って御神体を安置した、これがそもそもの当社の始まりであるという。
しかし、その後異変により、御神体は土の中に入ったという。
平安時代末期、平清盛が六波羅邸に在住していた頃に、清盛は風光明媚な当地に別邸・西八条殿を造営した。そして、仁安元年（1166年）8月に清盛が熊野に詣でた際に熊野権現から「土中に隠れたる御神体、世に出し奉斎せよ」とのお告げがあった。清盛は帰京すると西八条殿の邸内を探索し、東方の築山より光が放たれているのを見つけた。清盛は歓喜して自ら三尺ほど土を掘ってみると土中より若一王子の御神体が現われたので同年11月10日に社を建立して鎮守社として祀った。
すると、翌仁安2年（1167年）2月10日に太政大臣に任ぜられた。これにより、当社は開運出世の神様と尊崇されるようになったという。
境内には平清盛御手植の楠があるが、1939年（昭和14年）に京都市が京都市電を延伸させて当社の境内の西に通そうとした際、この楠を切れば清盛の祟りがあるとされたため、楠と当社を避けるようにして市電が通された。市電が廃止された現在でも西大路通はそこの部分だけ蛇行している。

## 境内
- 本殿
- 拝殿
- 社務所
- 平清盛ゆかりの御神水
- 平清盛像
- 平清盛御手植の楠 - 樹齢800年。平清盛が太政大臣に任ぜられたのを感謝して手植えしたもの。歩道を挟んで当社の向いにある。この楠を避けるようにして西大路通が通っている。

### 境内社
- 寿命社 - 祭神：高砂尉と姥。天正年間（1573年 - 1592年）に播磨国の高砂神社より勧請。
- 弁財天社 - 祭神：市杵島姫命。正徳5年（1715年）に竹生島の都久夫須麻神社より勧請。
- 松尾社 - 祭神：松尾大神
- 稲荷社 - 祭神：稲荷大神。伏見稲荷大社より勧請。
- 祖霊社 - 祭神：当神社奉仕の神職及び総代、世話方並に特別崇敬篤き方々の御霊。1983年（昭和58年）9月11日建立。
- 楠木社 - 祭神：平清盛御手植の楠

平清盛像

## 祭事
- 例祭（れいさい） - 11月10日
- 月旦祭（おついたちまいり） - 毎月1日
- 月次祭（つきなみさい） - 毎月10日
- 旬祭（しゅんさい） - 毎月21日

## 所在地
- 京都府京都市下京区七条御所ノ内本町98

## アクセス
- 西日本旅客鉄道東海道本線（JR京都線） 西大路駅より徒歩約4分